# Bauhausschule Cottbus
Die Bauhausschule Cottbus ist eine Grundschule und Schule mit sonderpädagogischem Förderschwerpunkt in Brandenburg. Die 1930 als Volksschule VII gegründete Schule wurde ab 1939 als Lazarett genutzt, nach dem Zweiten Weltkrieg war sie bis 1991 als „Sowjetische Schule“ in Gebrauch. Nach dem Abzug der Roten Armee stand der Bau vorübergehend leer, seit 1998 dient er wieder als Schule. Das Schulgebäude ist ein eingetragenes Baudenkmal in der Denkmalliste des Landes Brandenburg.

## Geschichte
Nach einem Beschluss des Magistrats der Stadt Cottbus im Jahr 1928 wurde der Neubau eines Schulgebäudes an der damaligen nordwestlichen Stadtgrenze beschlossen. Das Schulgebäude wurde nach einem Entwurf des Cottbuser Stadtbaurats Hellmuth Schröder im Bauhaus-Stil errichtet und ist ein prominenter Vertreter des Neuen Bauens in Cottbus. Die Grundsteinlegung erfolgte am 19. April 1929, am 12. Mai 1930 wurde die Schule als „Bismarckschule“ eingeweiht, seit den 1960er Jahren ist die Bezeichnung „Bauhausschule“ gebräuchlich.
An der Schule wurden Jungen und Mädchen zunächst getrennt unterrichtet; das an das Schulgebäude angebaute Wohnhaus diente als Lehrerwohnung. Im ersten Schuljahr wurden an der Mädchenschule 411 Schülerinnen und an der Knabenschule 386 Schüler unterrichtet. Während des Zweiten Weltkrieges wurde das Gebäude als Lazarett genutzt. Nach Kriegsende wurde es von der Roten Armee übernommen. In der DDR war die Bauhausschule die Schule für die Kinder der sowjetischen Armeeangehörigen. Das Gebäude wurde bereits 1964 unter Denkmalschutz gestellt.
Nach der Wiedervereinigung wurde das Gebäude im Juli 1992 an die Stadt Cottbus zurückgegeben und stand einige Jahre leer, bevor es von 1994 bis 1998 aufwendig saniert wurde. Im Schuljahr 2020/21 dient die Schule rund 300 Schülern, die von 40 Lehrern, 8 Heilpädagogen, 6 pädagogische Unterrichtshilfen, 4 Physiotherapeuten und einer Krankenschwester betrieben wird, als Grundschule und Schule mit dem sonderpädagogischen Förderschwerpunkt „körperliche und motorische Entwicklung“.

## Architektur
Das Schulgebäude ist ein viergeschossiger Stahlskelettbau mit einem U-förmigen Grundriss und Klinkerfassade. Der zur Straßenseite ausgerichtete Gebäudeteil ist blockartig, die nach hinten laufenden Seitenflügel haben Staffelgeschosse aus hintereinander anschließenden Baukörpern unterschiedlicher Höhe. Die Fassade ist durch Fensterbänder gegliedert. Die Gebäudefront ist symmetrisch, an den jeweiligen Seiten liegen die identisch angeordneten getrennten Unterrichtsräume für Jungen und Mädchen, im Bereich des sechsachsigen Mittelrisaliten die Aula. Die Treppenanlagen, über die die seitlichen Eingangsbereiche erschlossen sind, wurden mit schwarzen Marmorplatten belegt und durch Wände aus Glasbausteinen belichtet.